# Jens Olde Kalter
Jens Olde Kalter (1975) is een Nederlandse schrijver en journalist. In 2011 kwam bij uitgeverij Prometheus zijn eerste boek uit: 'De Kickbokser', over kickbokslegende Ernesto Hoost. Twee jaar later verscheen 'Badr', de biografie van kickbokser Badr Hari.
Sinds 2018 is Olde Kalter te zien in verschillende programma's op SBS6. In 2018 en 2019 presenteerde hij Foute Boel en in 2019 Betrapt! met Thijs Zeeman.
- Nederlandse Thesaurus van Auteursnamen: 334578736
- Virtual International Authority File: 290477762